# ドレミノテレビ
『ドレミノテレビ』は、NHK教育テレビジョンで2003年4月7日から2006年3月15日まで放送されていた小学生（1 - 2年生）向け音楽教育番組である。

## 概要
小学1、2年生を対象に、小学校学習指導要領に基づいた音楽学習を補助することを目的としている。
パーカッションを使ったリズム遊びと、歌が中心。奇抜な番組セット、出演者（ともとも・ううあ）の衣装（北村道子のデザインによるもの）の与える派手で突飛な印象が、従来の音楽の教育番組とは一線を画した内容であるようと言える。
珍しいキノコ舞踊団による奇妙な振り付けのダンスも見所。童謡にはジャズやワールド・ミュージックを大胆に導入したアレンジがほどこされ、スタンダードな童謡とは全く異なる印象となっている。ウォータードラムなどの珍しい楽器の使用、レコードによるスクラッチといった従来の子ども向け番組とは異なる試みがなされた。
2004年11月に『にほんごであそぼ』とともに「グッドデザイン大賞」を受賞した。
この番組のDVDとCDが2004年に発売されている。

## 出演者
ううあ
演 - UA
歌のお姉さん。
歌のコーナーで童謡や唱歌を歌っていた。
ともとも
演 - 山口とも
リズムとアシスタントのお兄さん。
ううあとともに歌を歌ったり、ドレミノアソビでは、子どもたちに音楽を教えたりした。
はるはる
演 - 木南晴夏
歌とアシスタントのお姉さん。ドレミノアソビのコーナーでは、子どもたちのまとめ役。
ううあ、ともともが強烈なキャラクターに対して、一般的な歌のお姉さん風の女性。一部の歌を歌っていた。
ドレミノコドモ
ドレミノアソビや歌のコーナーに出演した子どもたち。

## 放送リスト
| 回 | タイトル   | 放送日         |
| -- | ---------- | -------------- |
| 1  | つなぐ     | 2003年04月7日  |
| 2  | まねる     | 2003年04月21日 |
| 3  | のびる     | 2003年05月12日 |
| 4  | あるく     | 2003年05月26日 |
| 5  | うごく     | 2003年06月09日 |
| 6  | ささやく   | 2003年06月23日 |
| 7  | きく       | 2003年07月07日 |
| 8  | はずむ     | 2003年08月25日 |
| 9  | たたく     | 2003年09月17日 |
| 10 | うたう     | 2003年09月29日 |
| 11 | きえる     | 2003年10月15日 |
| 12 | ゆれる     | 2003年10月27日 |
| 13 | あがる     | 2003年11月10日 |
| 14 | おいかける | 2003年11月26日 |
| 15 | まわる     | 2003年12月08日 |
| 16 | つくる     | 2004年01月05日 |
| 17 | かさねる   | 2004年01月26日 |
| 18 | こねる     | 2004年02月09日 |
| 19 | やぶる     | 2004年02月23日 |
| 20 | ひろがる   | 2004年03月08日 |

## オリジナル曲
- ドレミミズンド
作詞：UA、作曲：立川智也による音頭。

## 特別番組
- 特集「ドレミノテレビ」ううあとうたおう

放送
2004年5月4日（火）国民の休日 9:45～10:30
再放送
2004年7月19日（月）海の日 9:46～10:31
2004年8月16日（月） 9:30～10:15
2004年10月31日（日） 16:15～17:00
2004年12月22日（水） 11:15～12:00
2005年4月2日（土） 11:00～11:45
2005年7月10日（日） 15:45～16:30